# ダレン・マトックス
ダレン・ディミトリ・マトックス（Darren Dimitri Mattocks、1990年9月2日 - ）は、ジャマイカ・ポートモア出身の同国代表サッカー選手。フェニックス・ライジングFC所属。ポジションはFW（センターフォワード）。

## 経歴
アクロン大学のサッカー部であるアクロン・ジップスではザレク・ヴァレンティン、ペリー・キッチン、ダーリントン・ナグベらとチームメイトだった。2010年にはNCAA男子ディビジョンIサッカーチャンピオンシップ優勝を達成した。
2012年のMLSスーパードラフトにおいて、1巡目（全体2人目）でバンクーバー・ホワイトキャップスに指名された。
2016年3月、金銭トレードでポートランド・ティンバーズに移籍。
2017年12月、D.C. ユナイテッドに移籍。
ウェイン・ルーニーの加入により出場機会が減少していた中、2018年のエクスパンション・ドラフトで2019年よりMLSへ参入するFCシンシナティへ加入することが決定した。

## 代表歴
2012年にジャマイカ代表デビュー。カリビアンカップ2014では3得点を挙げチームの優勝に貢献、自身も得点王を獲得した。
2015 CONCACAFゴールドカップでは2得点を挙げ、チームの準優勝に貢献した。

### ゴール
2018年9月9日現在
| #   | 開催日         | 開催地             | 対戦国                   | スコア | 結果 | 試合概要                               |
| --- | -------------- | ------------------ | ------------------------ | ------ | ---- | -------------------------------------- |
| 1.  | 2014年3月2日   | セント・マイケル   | バルバドス               | 1–0    | 2–0  | 親善試合                               |
| 2.  | 2014年3月5日   | グロス・アイレット | セントルシア             | 2–0    | 5–0  | 親善試合                               |
| 3.  | 2014年3月5日   | グロス・アイレット | セントルシア             | 4–0    | 5–0  | 親善試合                               |
| 4.  | 2014年11月12日 | モンテゴ・ベイ     | マルティニーク           | 1–0    | 1–1  | カリビアンカップ2014                   |
| 5.  | 2014年11月14日 | モンテゴ・ベイ     | アンティグア・バーブーダ | 2–0    | 3–0  | カリビアンカップ2014                   |
| 6.  | 2014年11月16日 | モンテゴ・ベイ     | ハイチ                   | 2–0    | 2–0  | カリビアンカップ2014                   |
| 7.  | 2015年3月27日  | モンテゴ・ベイ     | ベネズエラ               | 2–1    | 2–1  | 親善試合                               |
| 8.  | 2015年3月31日  | モンテゴ・ベイ     | キューバ                 | 3–0    | 3–0  | 親善試合                               |
| 9.  | 2015年7月23日  | アトランタ         | アメリカ合衆国           | 1–0    | 2–1  | 2015 CONCACAFゴールドカップ            |
| 10. | 2015年7月26日  | フィラデルフィア   | メキシコ                 | 1–3    | 1–3  | 2015 CONCACAFゴールドカップ            |
| 11. | 2015年9月5日   | キングストン       | ニカラグア               | 2–3    | 2–3  | 2018 FIFAワールドカップ予選            |
| 12. | 2015年9月8日   | マナグア           | ニカラグア               | 1–0    | 2–0  | 2018 FIFAワールドカップ予選            |
| 13. | 2017年7月9日   | サンディエゴ       | キュラソー               | 2–0    | 2–0  | 2017 CONCACAFゴールドカップ            |
| 14. | 2017年7月16日  | サンアントニオ     | エルサルバドル           | 1–1    | 1–1  | 2017 CONCACAFゴールドカップ            |
| 15. | 2018年9月9日   | キングストン       | ケイマン諸島             | 1–0    | 4–0  | 2019 CONCACAFネーションズリーグ (予選) |
| 16. | 2018年9月9日   | キングストン       | ケイマン諸島             | 3–0    | 4–0  | 2019 CONCACAFネーションズリーグ (予選) |
| 17. | 2018年11月17日 | モンテゴ・ベイ     | スリナム                 | 2–0    | 2–1  | 2019 CONCACAFネーションズリーグ (予選) |
| 18. | 2019年6月30日  | フィラデルフィア   | パナマ                   | 1–0    | 1–0  | 2019 CONCACAFゴールドカップ            |

## 人物
2014年5月にグリーンカードを取得しており、MLSでは国内選手扱いとなる。

## タイトル
アクロン・ジップス
- NCAA男子ディビジョンIサッカーチャンピオンシップ : 2010

ジャマイカ代表
- カリビアンカップ : 2014

個人
- カリビアンカップ得点王 : 2014（3得点）